# Semine (rivière)
Pour les articles homonymes, voir Semine.
La Semine est une rivière française, affluent de la Valserine en rive droite faisant partie du bassin du Rhône. Elle coule dans les départements du Jura et de l'Ain.

## Géographie
De 25,8 kilomètres de longueur, la Semine naît sur la commune de La Pesse, dans le département du Jura, à l'altitude 1 190 mètres, près du lieu-dit au Berbouiller.
Elle se dirige d'emblée vers le sud, et franchit rapidement la limite du département de l'Ain. Elle maintiendra grosso modo sa direction vers le sud jusqu'à son confluent avec la Valserine, au niveau de l'ancienne localité de Châtillon-en-Michaille, rattachée à la commune de Valserhône, à l'altitude 368 mètres.

### Communes et cantons traversés
Dans les deux départements du Jura et de l'Ain, la Sémine traverse sept communes et trois cantons :
- dans le sens amont vers aval : La Pesse (source dans le Jura), Champfromier, Belleydoux, Échallon, Saint-Germain-de-Joux, Montanges et Valserhône.

Soit en termes de cantons, la Semine prend source dans le canton des Bouchoux, traverse le canton d'Oyonnax-Nord, et conflue sur le canton de Valserhône, le tout dans les deux Arrondissement de Saint-Claude et Arrondissement de Nantua.

### Organisme gestionnaire
Le Parce naturel régional du Haut-Jura est l'organisme chargé de la compétence GEMAPI du bassin versant de la Valserine. en tant qu'affluant, la Semine est gérée par cet organisme.
Concernant la gestion halieutique, le droit de pêche est géré par deux AAPPMA :
- L'AAPPMA Haute Semine - Basse Valserine gère la partie amont (de la source sur la commune de La Pesse jusqu'à la limite entre les communes d'Échallon et Belleydoux) et la partie Aval (de la confluence avec le Tacon jusqu'à la confluence avec la Valserine).

- L'AAPPMA La Semine gère la partie médiane sur les communes d'Échallon et de Saint-Germain-de-Joux) ainsi que l'affluent principal qui est le ruisseau du Combet.

## Affluents
La Sémine a onze affluents référencés:
- le Bief brun (rg) 2,5 km sur les deux communes de Champfromier et La Pesse et prenant source au lieu-dit le Berbois.
- le ruisseau des Avalanches (rd) 1,7 km sur la seule commune de Belleydoux. Géoportail signale aussi deux affluents à ce ruisseau :
  - le Bief des Coins (rd) et
  - le Bief du Soufflet (rd)[4].
- le ravin le Chou ou Le Chon (rd) 1,2 km sur la seule commune de Belleydoux.
- le torrent des Ochons[1] ou Nant du Mort[4] (rg) 2,9 km sur les deux communes d'Échallon et de Giron.

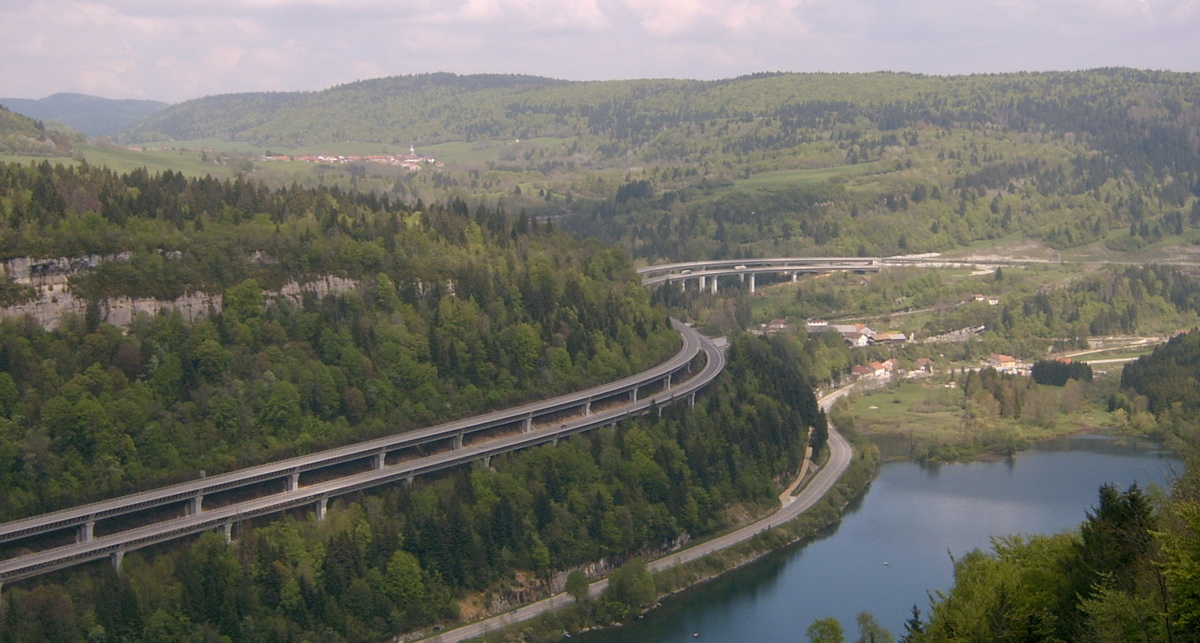
Ce viaduc de l'autoroute française A40 passe au-dessus du lac de Sylans et contourne le village "Moulin de Charix".

- le Nant d'Enfer (rg) 2,6 km sur les trois communes de Champfromier, Échallon et Giron.
- le ruisseau de la Combe Chénevière (rd) 3,9 km sur les deux communes d'Échallon et de Saint-Germain-de-Joux avec un affluent :
  - le bief de la Philis (rd) 1,1 km sur les deux communes d'Échallon et de Plagne.
- le Bief des Mares (rd) 1,4 km sur les deux communes de Plagne et Saint-Germain-de-Joux.
- le ruisseau le Combet (rd) 6,3 km sur les trois communes de Lalleyriat, Le Poizat et Saint-Germain-de-Joux avec trois affluents :
  - le ruisseau de Charix (rg) 4,1 km sur les deux communes de Charix et Le Poizat. L'autoroute A40 enjambe ce ruisseau par le viaduc de Charix.

- - le Bief à la Dame (rd) 7 km sur les trois communes de Le Grand-Abergement, Lalleyriat et Le Poizat.
  - le Bief du Chailley (rg) 1,8 km sur les deux communes de Plagne et Saint-Germain-de-Joux.

Géoportail signale un autre affluent du Combet en face des viaducs du Frébuge sur l'autoroute A40 :
- - le ravin du Pou[4] (rd) sur la seule commune de Lalleyriat et prenant sa source au plan d'eau aujourd'hui réaménagé entre Le Poizat et Lalleyriat[6].

Ce ruisseau (le Combet) a aussi la particularité d'être le deuxième émissaire est du lac de Sylans.
- le ruisseau le Tacon, qui s'appelle aussi dans sa partie haute le ruisseau de Malaval[4] (rd) 5,5 km sur les trois communes de Valserhône, Lalleyriat et Saint-Germain-de-Joux avec un affluent :
  - le Bief d'Enfer (rg) 2,4 km sur la seule commune de Lalleyriat.

Après le tunnel de Saint-Germain de Joux, l'autoroute française A40 passe au-dessus des viaducs du Tacon pour rejoindre les tunnels de Châtillon.
- le ruisseau de l'Ermette (rd) 1,1 km sur les deux communes de Valserhône et Montanges.
- le Nant Blanc (rg) 2,3 km sur la seule commune de Montanges.

## Spéléologie
Dans sa partie amont la Semine jouxte la forêt de Champfromier et la combe d'Evuaz, caractérisées par un relief karstique prononcé (gouffre, Tombaret, Pertes). La Semine est ainsi alimentée par de nombreuses exsurgences venant de ces plateaux calcaires. Les plus importantes étant le Martinet (Echallon), Fontaine froide (Belleydoux), Bief Blanc (Roche Fauconnière) et la Rivière qui tombe du ciel (Belleydoux).
Ces résurgences font l'objet de recherches actives par les spéléologue locaux  (Spéléo Club de Bellegarde, Spéléo Club de la Semine, et Société des Naturalistes d'Oyonnax).

## Hydrologie
La Semine est une rivière assez abondante, comme tous les cours d'eau issus de la partie sud de la région du massif du Jura. 

### La Semine à Châtillon-en-Michaille
Son débit a été observé sur une période de 55 ans (1959-2013), à Châtillon-en-Michaille - V1015810 -, localité du département de l'Ain située au niveau de son confluent avec la Valserine. Le bassin versant de la rivière y est de 183 km2 (soit l'entièreté du bassin) à 369 m d'altitude.
Le module de la rivière à Châtillon-en-Michaille est de 9,33 m3/s.
La Semine présente des fluctuations saisonnières de débit qui ressemblent en tout point à celle de la Valserine. Son régime est surtout nival, avec des hautes eaux de printemps portant le débit mensuel au niveau de 13 à 15,1 m3/s, de fin février à avril inclus (avec un sommet en mars), et des basses eaux d'été, de fin juin à début septembre, entraînant une baisse du débit moyen mensuel jusqu'à 3,78 m3/s au mois d'août, ce qui reste très consistant.
La rivière présente en outre un second sommet plus petit en décembre correspondant à un maximum des pluies de saison froide automnale. Les irrégularités sont cependant bien plus prononcées sur de plus courtes périodes.

### Étiage
À l'étiage, le VCN3 peut chuter jusque 0,78 m3/s, en cas de période quinquennale sèche, soit 780 litres par seconde, ce qui est normal dans ces régions.

### Crues
Les crues peuvent être importantes, nettement plus que celles du cours supérieur de la Valserine mesurées à Chézery-Forens peu avant le confluent des deux cours d'eau, ceci étant lié au débit de la Semine nettement plus élevé que celui de la Valserine. Les QIX 2 et QIX 5 valent respectivement 140 et 170 m3/s. Le QIX 10 est de 200 m3/s, le QIX 20 de 220 m3/s et le QIX 50 de 250 m3/s.
Le débit instantané maximal enregistré à Châtillon-en-Michaille a été de 354 m3/s le 15 février 1990, tandis que la valeur journalière maximale était de 275 m3/s le 14 février de la même année. En comparant le premier de ces chiffres à l'échelle des QIX de la Semine, il ressort que ces crues étaient bien plus fortes que les crues cinquantennales calculées (QIX 50), peut-être centennales ou plus, et dans tous les cas, très exceptionnelles. La hauteur maximale instantanée a été de 425 cm le 15 février 1990.

### Lame d'eau et débit spécifique
Au total, la Semine est une rivière très abondante, alimentée par des précipitations elles aussi très abondantes, dans la région du massif du Jura. La lame d'eau écoulée dans son bassin versant est de 1 625 millimètres annuellement, ce qui est extrêmement élevé, environ cinq fois supérieur à la moyenne d'ensemble de la France. Elle présente à ce niveau un des records en France. Le débit spécifique de la rivière (ou Qsp) atteint ainsi 51,4 litres par seconde et par kilomètre carré de bassin, un record lui aussi.

## Ouvrages d'Art et Aménagements
La Semine est enjambée par plusieurs ponts ou passerelles équitablement repartis le long de son cours.
De l'amont vers l'aval :
- 4 petits ouvrages type ponts ou buses servant à la desserte de maisons riveraines et un pont de la D25 E4 sur le secteur de la Combe d'Évuaz
- 2 petits ponts de desserte forestière sur le secteur d'Orvaz
- Le pont de Giron sur la RD 48
- Le pont du Martinet
- Le pont du Moulin Neuf
- Le pont de Fichin
- Le pont des Moineaux sur la D 33
- Le pont de Prapon
- Le pont de Saint-Germain-de-Joux
- La passerelle des marmites de géant
- Le pont de Trebillet sur la D 14
- Le pont de Coz